# Bureau militaire de la Maison-Blanche
Le bureau militaire de la Maison-Blanche (White House Military Office ou WHMO) fournit le soutien militaire de la Maison-Blanche. Ce soutien concerne principalement les transports et les communications et permet d'assurer la continuité de la présidence où que se trouve le président américain. 

## Organisation
Le WHMO, outre de fournir le soutien militaire, supervise également l'usage fait par la Maison-Blanche de matériels ou installations du département de la Défense et toutes les opérations militaires à bord d'Air Force One. 
Les unités opérationnelles du WHMO en sont les éléments les plus visibles avec  :
- l'Agence des communications de la Maison-Blanche (White House Communications Agency),
- le Groupe de transport aérien présidentiel (Presidential Airlift Group), unité de l'US Air Force qui gère la flotte d'avions transportant le président et le vice-président (Air Force One et Air Force Two)
- l'Unité médicale de la Maison-Blanche (White House Medical Unit),
- Camp David, lieu de villégiature officiel du président des États-Unis et géré par l'US Navy
- l'escadron d'hélicoptère n° 1 des Marines (Marine Helicopter Squadron One) du Corps des Marines chargé des hélicoptères transportant le président et le vice-président (Marine One et Marine Two)
- le Service d'alimentation présidentiel (Presidential Food Service)
- l'Agence de transport de la Maison-Blanche (White House Transportation Agency).

## Directeurs
| Image | Occupant                          | Début de mandat  | Fin de mandat    |
| ----- | --------------------------------- | ---------------- | ---------------- |
|       | Lieutenant-général Richard Trefry | 11 janvier 1990  | Février 1992     |
|       | Vice-amiral Michael H. Miller     | Novembre 2002    | Janvier 2005     |
|       | Contre-amiral Mark I. Fox         | Janvier 2005     | Octobre 2006     |
|       | Contre-amiral Raymond A. Spicer   | Mars 2007        | 20 janvier 2009  |
|       | Louis Caldera                     | 20 janvier 2009  | 22 mai 2009      |
|       | George D. Mulligan                | 16 octobre 2009  | 2013             |
|       | Dabney Kern                       | 2013             | 6 septembre 2017 |
|       | Contre-amiral Keith Davids,       | 6 septembre 2017 | 9 mars 2021      |
|       | Maju Varghese                     | 9 mars 2021      | 21 janvier 2022  |
|       | Garrett Hoffman                   | 21 janvier 2022  | En cours         |

## Controverse
Louis Caldera — ancien secrétaire à l'Armée devenu conseiller adjoint du président Barack Obama et directeur du bureau militaire — a été obligé de démissionner de ses fonctions à la tête du WHMO le 8 mai 2009 à la suite de l'incident provoqué par Air Force One au-dessus de New York le mois précédent et qui a causé un début de panique dans la ville.

### Source
- (en) Cet article est partiellement ou en totalité issu de l’article de Wikipédia en anglais intitulé « White House Military Office » (voir la liste des auteurs).